# Igor Sacharowitsch Sinelnikow

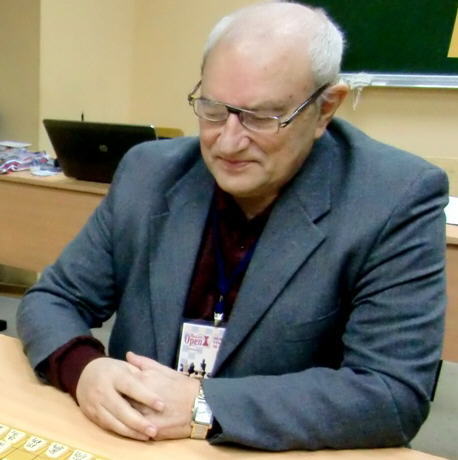
Igor Sinelnikow bei den Moskau-Shogi-Open 2013

Igor Sacharowitsch Sinelnikow (russisch Игорь Захарович Синельников; * 11. März 1942 in Tiflis; † 1. Mai 2020 in Moskau) war einer der ersten und stärksten Shōgispieler in Russland und seit 2010 zudem Präsident des russischen Shōgi-Verbandes.
Seine höchste internationale Platzierung hatte er am 1. Januar 2014 mit dem vierten Platz in der russischen und dem 47. Platz in der europäischen FESA-Liste.

## Leben
1960 absolvierte er das Astrakhan Fish College mit einem Abschluss in industrieller Fischerei. Er lernte 1973 Shōgi auf einem japanischen Fischereifahrzeug. In der Saison 1974/75 war er als Übersetzer auf einem japanischen Walfänger und spielte dort regelmäßig mit dem Kapitän Shōgi und Schach.
In den 1980er Jahren spielte er regelmäßig Shōgi mit einer Gruppe russischer Gleichgesinnter aus Kamtschatka.
Während eines Aufenthalts in Moskau erfuhr er 2003 von der Existenz russischer Shōgi-Clubs und nahm seitdem aktiv an russischen Turnieren und Werbeaktionen rund um Shōgi in Russland teil.

## Werdegang im Shōgi
Shōgi lernte Sinelikow in den 1970er-Jahren kennen und spielte es mit Leidenschaft, jedoch, wie in Europa zu dieser Zeit üblich, selten, da es wenige Möglichkeiten dazu gab. In den 1980er-Jahren besserte sich die Situation leicht, da es Gleichgesinnte in Kamtschatka gab, denen er sich anschloss.
Im Jahr 2010 wurde er zum Präsidenten des russischen Shōgi-Verbandes gewählt.
- 2004: 8. Kyū FESA
- 2005: 4. Kyu
- 2008: 3. Kyu
- 2009: 2. Kyu
- 2012: 1. Kyu
- 2015: 1. Dan[4]

## Turniererfolge
- 2005: Gewinner der Qualifikation der russischen Shogi-Meisterschaft
- 2007: 3. Platz bei den Moscow Shōgi Open
- 2008: 2. Platz bei der Moskauer Shōgi-Meisterschaft
- 2008: Gewinner der russischen Bühne des Internationalen Shōgi-Forums (St. Petersburg)
- 2009: 1. Platz bei der Moskauer Shōgi-Open-Meisterschaft
- 2010, 2011: Jeweils 2. Platz bei den Moscow Shōgi Open
- 2010, 2012: 3. Platz im Pokal des japanischen Botschafters in Russland für Shōgi
- 2011, 2012: Jeweils 3. Platz im russischen Pokal in Shōgi
- 2011: 2. Platz im Pokal des japanischen Generalkonsuls in Russland für Shōgi in St. Petersburg
- 2011: Meister des Shōgi Cup der Ukraine
- 2012: 2. Platz bei der Russischen Shōgi Meisterschaft.
- 2012: 1/4 Finale in der Shōgi-Europameisterschaft
- 2013: 3. Platz bei der russischen Shōgi-Meisterschaft.
- 2014: 3. Platz im Moskauer Shōgi Cup
- 2015: 2. Platz bei Moskauer Shōgi Open
- 2016: Meister des Moskauer Shōgi Cup
- 2017: 3. Platz der Qualifikation des Internationalen Shōgi-Forums

## Schach
Sinelnikov spielte ab seinem sechsten Lebensjahr westliches Schach. Von 1990 bis 1995 lebte er in Japan und spielte regelmäßig Schach mit japanischen Schachspielern. 1994 trat er der japanischen olympischen Schachmannschaft bei (nachdem er das Qualifikationsturnier gewonnen hatte), weigerte sich jedoch aus ideologischen Gründen, an den Schacholympiaden für Japan teilzunehmen.
Er nahm immer wieder auch an Turnieren im westlichen Schach teil; so belegte er zuletzt bei den Moskau Open im Februar 2020 in der Seniorenklasse den zweiten Platz hinter Sergei Juferow. Seine letzte Elo-Zahl im Mai 2020 betrug 2055, seine höchste Elo-Zahl lag bei 2227 im Juli 2009.